# Les Déportées de la section spéciale SS
Pour plus de détails, voir Fiche technique et Distribution.
Les Déportées de la section spéciale SS (Le deportate della sezione speciale SS) est un film italien réalisé par Rino Di Silvestro (sous le nom d'Alex Berger), sorti en 1976.

## Synopsis
Pendant l'Allemagne nazie, un groupe de femmes prisonnières est convoyé par train dans un camp de concentration SS. Dans ce camp, les prisonnières sont torturées par le commandant du camp et ses gardiens.

## Fiche technique
- Titre français : Les Déportées de la section spéciale SS
- Titre en Belgique : Des filles pour la section spéciale / Meisjes voor de SS
- Titre original : Le deportate della sezione speciale SS
- Réalisation : Rino Di Silvestro
- Scénario : Rino Di Silvestro, Larry Dolgin
- Société de production : Nucleo Internazionale Produzioni Cinematografiche
- Photographie :
- Montage:
- Décors :
- Musique :
- Pays d'origine :  Italie
- Langue : italien, allemand
- Genre : Drame, thriller
- Lieux de tournage : Bracciano, province de Rome, Latium, Italie
- Durée : 98 min
- Date de sortie :
  - Italie : 23 novembre 1976
  - France : 13 février 1980

## Distribution
- John Steiner : Herr Erner
- Lina Polito : Tania Nobel
- Erna Schürer : Kapo Helga
- Sara Sperati : Monique Dupré
- Solvi Stübing : Fräulein Greta
- Guido Leontini : Dobermann
- Paola D'Egidio : Kapo Trude
- Rik Battaglia : docteur Schubert
- Stefania D'Amario (it) : Angela Modena
- Ofelia Meyer : Kapo Inge
- Felicita Fanny : Mara
- Maria Renata Franco : Milena
- Giorgio Cerioni : Ivan
- Cesare Barro : Frederick
- Anna Curti
- Maria A. Baratta